# Marta Dzido
Marta Dzido (ur. 19 stycznia 1981) – polska pisarka i reżyserka.

## Życiorys
Debiutowała w wieku lat 16, publikując utwory prozatorskie w czasopismach „Krzywe Koło Literatury” i „Koło Podkowy”. Autorka powieści Ślad po mamie, Małż, powieści hipertekstowej Matrioszka, książki reporterskiej Kobiety Solidarności, powieści Frajda zbiorów opowiadań: Sezon na truskawki oraz Babie lato a także tekstów drukowanych w antologiach Proza życia, Wolałbym nie, Walka jest kobietą, ковчег «Титанік»
Publikowała m.in. w „Dużym Formacie”, „Lampie”, „Ha!arcie”, „Przekroju”, „Magyar Lettre Internationale”, „Radarze”, „Jahrbuch Polen”, „Art&Business”, „Obiegu”, „Miesięczniku Znak”, Pismo.Magazyn Opinii, Twórczości, Kulturze Liberalnej
Stypendystka programów: Homines Urbani (2007), Młoda Polska (2012), Wyszehradzkich Rezydencji Literackich w Krakowie (2012) i w Pradze (2017), Ministra Kultury i Dziedzictwa Narodowego (2016), Scriptwriting Scholarship (2019) rezydencji literackiej Przed granicą, ponad granicą (2019), Czeskiego Centrum Literackiego, Instytutu Książki, Hong Kong Baptist University (2022), Next Page Foundation (2022).
Absolwentka PWSFTviT w Łodzi. Autorka zdjęć do filmu dokumentalnego Podziemne państwo kobiet. Jako scenarzystka oraz współreżyserka i współproducentka (z Piotrem Śliwowskim) zrealizowała dokumenty: Paktofonika- hip-hopowa podróż do przeszłości, Downtown – Miasto Downów, Solidarność według kobiet oraz Siłaczki.
Za swoje dokonania literackie i filmowe nominowana była do tytułu Kulturysta roku 2014 w plebiscycie Radiowej Trójki, znalazła się wśród pięciu finalistek akcji Kobiety Kobietom oraz na liście 50 Śmiałych Kobiet 2018 „Wysokich Obcasów”. Nagrodzona Hollywood Eagle Documentary Award, Beyond Borders – Krzysztof Kieślowski Award – specjalną nagrodą Polskiego Instytutu Sztuki Filmowej. Za powieść Frajda uhonorowana w roku 2019 Europejską Nagrodą Literacką. W roku 2021 otrzymała Nagrodę Norwidowską za „łączenie twórczości literackiej z innymi dziedzinami sztuki”

## Twórczość

### Książki
- Małż (Korporacja Ha!art, 2005, Relacja 2021)
- Ślad po mamie (Korporacja Ha!art, 2006, Relacja 2023)
- Matrioszka (Korporacja Ha!art, 2013, Relacja, 2022)
- Kobiety Solidarności (Świat Książki, 2016)
- Frajda (Korporacja Ha!art, 2018)
- Sezon na truskawki (Relacja, 2021)
- Kobiety Solidarności. Materiały odrzucone (Relacja, 2023)
- Babie lato (Relacja, 2024)

### Przekłady na języki obce

#### Bułgarski
- ТРЪПКА (Frajda)[42] – tłum. Петър Лянгузов, Paradox 2022
- Мида (Małż)[43]  - tłum. Васил Велчев, Colibri 2024

#### Chorwacki
- Naslada (Frajda)[44] – tłum.Adrian Cvitanović, Naklada Ljevak 2020

#### Czeski
- Slast (Frajda)[45] – tłum. Anna Plasova, Dokořán 2019
- Jahodová sezona[46]- tłum. Anna Plasova, Dokořán 2022

#### Macedoński
- Наслада (Frajda)[47] – tłum.Илија Трајковски, Артконект 2021

#### Serbski
- Uživanje (Frajda)[48] – tłum. Mila Gavrilović, Štrik 2021

#### Wietnamski
- Dấu vết của mẹ (Ślad po mamie)[49] – tłum. Nguyễn Thị Thanh Thư, Phuong Nam Book 2008

- Ngoài vùng phủ sóng (Małż)[50] – tłum. Nguyễn Thị Thanh Thư, NXB Hội Nhà văn 2009

### Filmy
- Paktofonika – hip-hopowa podróż do przeszłości 2009
- Downtown – Miasto Downów 2010
- Solidarność według kobiet 2014
- Siłaczki 2018

### Adaptacje teatralne twórczości literackiej
- M[51]- monodram, reż. Karol Rębisz, wyk. Anka Fugazi; 2009
- Liminalna. Jestem snem, którego nie wolno mi śnić[52] – Teraz Poliż, 2009
- Małż – rzecz na 3 młodych Polaków, antypiosenki i chór męski[53]musical, reż. Ewa Wyskoczyl 2010
- Matrioszka[54] monodram, reż. Karol Rębisz 2012
- Ślad[55] monodram, reż. Maria Seweryn wyk. Agnieszka Michalska 2014